# Sadocepheus makarcevae
Sadocepheus makarcevae är en kvalsterart som beskrevs av Sitnikova 1975. Sadocepheus makarcevae ingår i släktet Sadocepheus och familjen Cepheidae. Inga underarter finns listade i Catalogue of Life.